# Evelyn Cordero Roldán
Evelyn Cordero Roldán (Santiago, 9 de mayo de 1976) es una profesora, psicopedagoga, investigadora, académica universitaria y divulgadora científica chilena. Su trabajo se ha enfocado en el estudio de la neurociencia y en la creatividad y la evidencia como herramientas fundamentales en el ámbito educativo. Ha sido reconocida como una de las "100 Mujeres Líderes" por el "El Mercurio". Es fundadora y directora ejecutiva de las fundaciones Fundación Educacional Arrebol y Redes para la Infancia. En 2025 participó como expositora en el Congreso Futuro 2025, uno de los eventos de divulgación científica más relevantes de América Latina. Ha sido conductora y asesora científica de programas de televisión de divulgación científica. 

## Biografía
Como docente, su formación inicial fue en Licenciatura en Educación en la Universidad Tecnológica Metropolitana el año 2005. Posteriormente, en el 2007 terminó su especialización en Educación Matemática en la Universidad de Chile. En el año 2014 se forma como Magíster en Ciencias de la Educación Mención en Evaluación Psicopedagógica en la Universidad Central de Chile, para luego continuar con estudios de Magíster en Ciencias Biológicas Mención Neurociencias en la Universidad de Valparaíso el año 2017, Magíster en Neurociencias de la Pontificia Universidad Católica de Chile en el 2018 y Doctorado en Neurociencia de la Pontificia Universidad Católica de Chile el año 2021.

## Trayectoria
Como investigadora y divulgadora científica y educativa, fundó la Fundación Educacional Arrebol, dedicada a promover enfoques enseñanza basada en la evidencia científica. Esta institución ofrece a docentes y agentes educativos asesorías técnico educativas, charlas, simposios, seminarios, cursos y talleres certificados orientados al mejoramiento en las prácticas pedagógicas en función del conocimiento científico de cómo aprendemos los seres humanos.

#### Simposio Bianual Conversaciones sobre Neurociencia y Educación
Estos encuentros organizados por la Fundación Educacional Arrebol, tienen como objetivo generar un espacio académico y profesional para reflexionar sobre los avances de la investigación en neurociencia y educación y sus potenciales aplicaciones en el aula.
Los simposios se han realizado en colaboración con otras organizaciones como el Centro de Perfeccionamiento, Experimentación e Investigaciones Pedagógicas (CPEIP) del Mineduc, la Escuela de Medicina de la U. Católica, Redes para la Infancia, Centro Interdisciplinario de Neurociencias de la Pontificia Universidad Católica de Chile, MiNSoL (Núcleo Milenio para la Ciencia del Aprendizaje), JUMP Math Chile, Centro de Investigación Avanzada en Educación (CIAE) de la Universidad de Chile, NTV canal cultural familiar de TVN entre otros.
Simposios realizados:
- 2019: 11 de diciembre en el Stadio Italiano, 700 asistentes.[10]
- 2020: 11 y 12 de noviembre, online, 1000 asistentes.[10]
- 2021: 10 y 11 de noviembre, online, 1000 asistentes.[10]
- 2023: 18 de diciembre, presencial y transmitido por NTV.[10]

### Reconocimientos
En el 2020 fue distinguida con el reconocimiento "100 Mujeres Líderes" en la categoría Educación, premio entregado por mujeres empresarias junto al diario El Mercurio destacándola por su liderazgo y su impacto con acciones en el área de la Educación.

### Divulgación Científica

#### Participación en televisión
La doctora Cordero ha tenido una activa participación en medios de comunicación enfocados en la divulgación científica:
- 2020 - 2021: Conductora y asesora científica. Programa “Tengo una pregunta”. Transmitido por TV Educa Chile.[11]
- 2022: Conductora y asesora científica. Programa "Curiociencia". Transmitido por NTV.[12]

#### Congreso Futuro
En 2025 formó parte de las exposiciones de la 14ª versión del Congreso Futuro 2025. inaugurando el bloque "Espacios para aprender" con su charla "Escuela y creatividad: pieza clave para los desafíos del futuro" en la cual expuso resultados que demuestran que habilidades creativas pueden mejorar significativamente mediante el entrenamiento en flexibilidad cognitiva y creatividad, señalando la importancia de la generación de espacios concretos para su desarrollo.

## Academia
Actualmente se desempeña como académica de la Facultad de Educación y Ciencias Sociales de la Universidad Andrés Bello, donde desarrolla docencia para estudiantes de distintas carreras de educación. En paralelo y en forma independiente, desarrolla una línea de investigación orientada al estudio de los correlatos neuronales en la creatividad. También integra el comité editorial de la revista P.E.M. Revista de Didáctica, Evaluación e Innovación del Programa de Pedagogía en Educación Media para Licenciados y Titulados de la misma universidad.

## Publicaciones

#### Artículos Científicos
1. Evelyn Cordero, Eugenio Rodríguez y Paulo Barraza (23 de abril de 2025). «EEG alpha power during creative ideation of graphic symbols». Neuroscience Letters. Volume 855. ISSN 0304-3940.
2. Reyes-Amigo, T., Bezerra, A., Gomez-Mazorra, M., Boppre, G., Martins, C., Carrasco-Beltran, H., Cordero-Roldan, E., & Mota, J. (2022). «Effects of high-intensity interval training on executive functions in children and adolescents: A Systematic Review and Meta-analysis». Physical Activity Review, 10(2), 77–87.

#### Libros
1. Científicos del Centro Interdisciplinario de Neurociencia de Vaparaíso (CINV) (Varios autores) (2021). «Capítulo I: El cerebro, un hueso duro de roer.». DeMente 2: Dos Cabezas Piensan Más Que Una. Valparaíso, Chile: Catalonia. pp. 40 a 42.
2. Mariana I. Paludi (compiladora) (2022). «Evelyn Cordero: Capítulo 9 (pág. 99)». MUJERES Y CIENCIA EN CHILE. Relatos autobiográficos de investigadoras del siglo XXI. Santiago de Chile: Ediciones Universidad Mayor. p. 227.